# موتور حاجي خدا بخش
موتور حاجي خدا بخش (بالإنجليزية: Mowtowr-e Hajji Khoda Bakhsh)‏ هي منطقة سكنية تقع في سيستان وبلوتشستان في إيران.